# Arztvorbehalt
Der Begriff Arztvorbehalt in Bezug auf eine bestimmte Tätigkeit oder Maßnahme bedeutet, dass diese aufgrund einer gesetzlichen Festlegung nur von einem ordnungsgemäß ausgebildeten und approbierten Arzt ausgeübt beziehungsweise durchgeführt werden darf. Für bestimmte Bereiche schließt der Begriff dabei neben Humanmedizinern auch Zahnärzte oder Tierärzte mit ein. Auch eine Einschränkung des Arztvorbehaltes in einem bestimmten Bereich auf Fachärzte ausgewählter Fachrichtungen ist möglich. Eine Maßnahme, die einem Arztvorbehalt unterliegt, darf von Angehörigen nichtärztlicher medizinischer Berufe wie Gesundheits- und Krankenpflegern, Notfallsanitätern, medizinischen Fachangestellten, Medizinisch-Technischen Assistenten oder Physiotherapeuten nicht selbständig, sondern nur auf Anordnung beziehungsweise unter Aufsicht eines Arztes durchgeführt werden.

## Rechtslage in Deutschland
Ein Arztvorbehalt betrifft in Deutschland neben invasiven und medikamentösen therapeutischen Maßnahmen beispielsweise auch den Bereich der medizinischen Labordiagnostik, eine Reihe von Tätigkeiten in der Reproduktionsmedizin sowie bestimmte Aufgaben der Hygiene. Dieser allgemeine Arztvorbehalt ist durch § 15 und § 28 des Fünften Buches Sozialgesetzbuch (SGB V) definiert, gilt jedoch nur für die Leistungserstattung aus der gesetzlichen Krankenversicherung. Außerhalb des Sozialrechts entfalten diese Normen keine Wirkung. Da jedoch der weitaus größte Teil der medizinischen Versorgung in Deutschland über die kassenärztlichen Vereinigungen mit den Krankenkassen abgerechnet wird, bedeuten diese Regelungen faktisch einen sozialrechtlich normierten Arztvorbehalt. Für zahnärztliche Maßnahmen ist der Arztvorbehalt davon abweichend in § 1 Zahnheilkundegesetz geregelt. Im Gegensatz dazu enthält die Bundesärzteordnung (BÄO) keine Definition der den Ärzten vorbehaltenen Tätigkeiten. In § 2 BÄO ist zwar festgelegt, dass für die Ausübung des Arztberufes die ärztliche Approbation Voraussetzung ist. Allerdings ist damit nur die Ausübung der Heilkunde unter der Berufsbezeichnung „Arzt“ oder „Ärztin“ zu verstehen. Dies bedeutet somit keinen Tätigkeitsschutz der ärztlichen Berufsausübung, sondern vielmehr einen reinen Titelschutz.
Der Schutz der Ausübung der Heilkunde erfolgt durch den Erlaubnisvorbehalt des Heilpraktikergesetzes, in dem als Voraussetzung für die Ausübung der Heilkunde die Approbation als Arzt oder die Erlaubnis als Heilpraktiker genannt werden. Damit besteht in Deutschland praktisch Kurierfreiheit. Ein Heilpraktiker darf somit im Grundsatz alles, was auch ein Arzt darf. Soweit er die notwendigen Kenntnisse und Fähigkeiten hat, darf der Heilpraktiker juristisch gesehen auch invasive Maßnahmen durchführen. Nur solche Untersuchungs- und Behandlungsmethoden, die in besonderen Gesetzen ausdrücklich den Ärzten vorbehalten sind, darf der Heilpraktiker nicht durchführen. Die betrifft neben der Zahnheilkunde unter anderem die Indikation und Durchführung des Schwangerschaftsabbruchs, die künstliche Befruchtung (§ 9, § 11 Embryonenschutzgesetz), die Geburtshilfe (§ 4 Gesetz über den Beruf der Hebamme und des Entbindungspflegers), die Behandlung von Geschlechtskrankheiten (§ 9 Infektionsschutzgesetz), von meldepflichtigen und anderen Infektionskrankheiten (§ 24 IfSG) sowie die Verordnung von Betäubungsmitteln (§ 13 Betäubungsmittelgesetz) und von verschreibungspflichtigen Arzneimitteln (§ 48 Arzneimittelgesetz).
Bis zur Einführung des Psychotherapeutengesetzes im Jahr 1999 galten entsprechende Einschränkungen auch für die Psychotherapeuten, die auch die Heilpraktikererlaubnis besitzen mussten, um ohne ärztliche Verordnung Patienten zu behandeln. Ein mit der früher für die Psychotherapeuten bestehenden Rechtslage vergleichbares Recht auf eine vereinfachte Gewährung der Heilpraktikererlaubnis gilt seit 2006 auch für die Physiotherapeuten in Rheinland-Pfalz, die unter bestimmten Voraussetzungen Privatpatienten auf eigene Diagnose und Verordnung behandeln dürfen.
Seit 2021 ist Notfallsanitätern die Anwendung heilkundlicher Maßnahmen erlaubt, so dieser sie erlernt hat und beherrscht und kein Arzt zur Verfügung steht (Quelle: § 2a NotSanG). 
Des Weiteren gilt die Verordnung zum Schutz vor schädlichen Wirkungen nichtionisierender Strahlung bei der Anwendung beim Menschen.